# Détroit de Nemuro

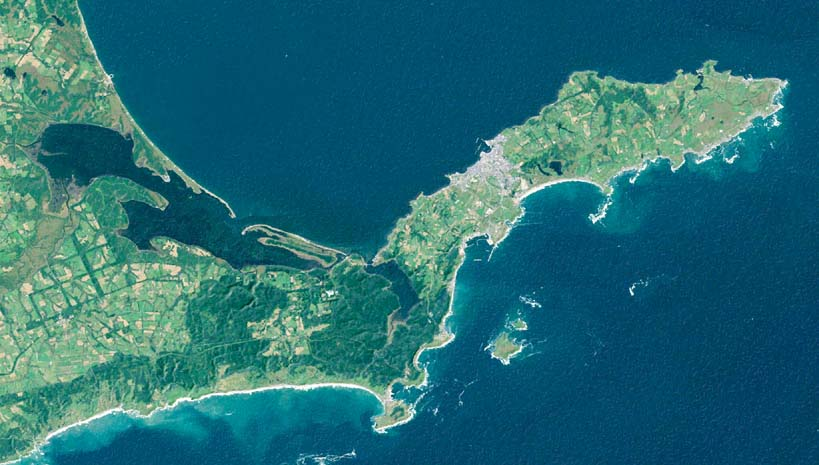
Peninsula de Nemuro au Japon

Le détroit de Nemuro est un détroit de la mer d'Okhotsk situé entre l'île de Kounachir au Sud des Kouriles et la péninsule de Shiretoko au Japon. Son extrémité sud-ouest communique avec l'océan Pacifique.

## Source de la traduction
- (de) Cet article est partiellement ou en totalité issu de l’article de Wikipédia en allemand intitulé « Nemuro-Straße » (voir la liste des auteurs).